# Sankt Petersborg moské
Sankt Petersborg moské blev åbnet i 1913, og var da den største moské i Europa, med sine 49 m høje minaretter og en 39 m høj kuppel. Moskéen er beliggende i Sankt Petersborgs centrum, og er synlig fra Trotskijbroen over Nevafloden. Moskéen kan indeholde op til 5000 personer.
Den første sten blev lagt i 1910. På den tid havde det muslimske samfund i Sankt Petersborg over 8000 medlemmer. Moskéen blev tegnet af arkitekten Nikolaj Vasiljev, og kunne rumme størstedelen af de 8000 medlemmer. Den stod helt færdig i 1921.
Under gudstjenester er mænd og kvinder adskilte; mænd i stueetagen og kvinder på førstesalen. Moskéen var lukket i perioden 1940 – 1956.